# São Nunca

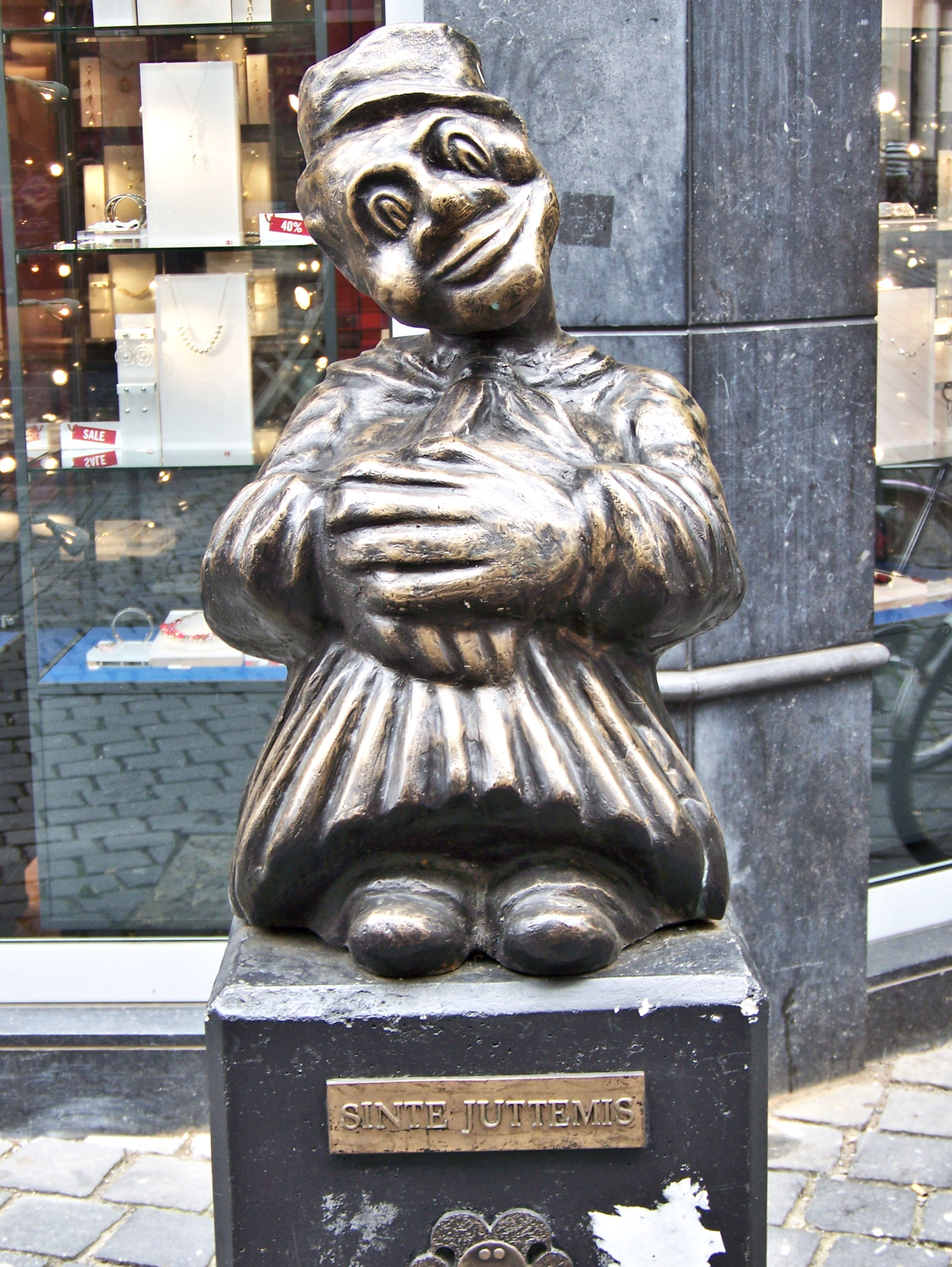
Estátua de São Nunca em Breda

São Nunca é um santo fictício utilizado na expressão idiomática «no dia de São Nunca», usada como uma locução adverbial de tempo. Esta expressão é usada quando alguém se quer referir a um acontecimento que é impossível, improvável, hipotético ou que só acontecerá num futuro distante. Por vezes é reforçada acrescentando “à tarde” no final da frase. É, grosso modo, uma das formas populares da expressão latina «ad kalendas græcas» («nas calendas gregas»), assim como (bater o pé), «quando os porcos voarem», “quando as galinhas tiverem dentes” ou «nem que a vaca tussa».
Exemplo: «Só seríamos campeões do mundo no dia de São Nunca!»

## Equivalente em outras línguas
- alemão: Sankt Nimmerlein ou Sankt Nimmerleinstag.
- francês: à la saint-Glinglin, aux calendes grecques, quand les poules auront des dents.
- italiano: San Mai, giorno del mai, quando gli asini voleranno.
- latim: ad kalendas græcas.
- neerlandês: Sint-juttemis.
- espanhol: cuando las ranas críen pelo.
- inglês: never in a month of Sundays, and pigs might fly.
- húngaro: Szent Soha napja, amikor a tehenek repülnek.

## Teorias sobre a data de celebração
De acordo com várias comunidades na internet têm-se vindo a discutir a existência de um dia, e a luta pela atribuição de uma data de celebração tem sido constante. Uma das possíveis datas é o dia 1 de novembro, assim como também é a mais aceito pelas comunidades uma vez que é Dia de Todos os Santos, São Nunca também estaria incluído.
Outra teoria prende-se no facto de que por três vezes na história, houve períodos em que existiu a data 30 de fevereiro. Esse dia, por não "existir" (da forma comum) é também chamado de "dia de São Nunca", um "santo" evidentemente fictício representando que esse dia "nunca vai chegar". – 30 de fevereiro . Em 1929, a União Soviética, introduziu um calendário revolucionário no qual todos os meses tinham 30 dias, e os outros 5 ou 6 dias que sobravam eram feriados e não pertenciam em nenhum mês. Sendo assim, em 1930 e 1931 houve 30 de fevereiro, mas 1932 os meses voltaram ao normal. Outro caso, foi em 1295 em que Sacrobosco publicou no seu livro, a especulação de  que o imperador César Augusto retirou um mês de fevereiro e o colocou em Agosto, assim nomeado em sua homenagem, para não ficar atrás dos 31 dias do mês de Julho, que possuía homenagem à Caio Júlio César. A criação do mês pelo imperador e seus dias estão corretos. Na especulação, Sacrobosco ainda diz que naquela época o mês de fevereiro tinha 29 dias e portanto os anos bissextos entre 45 a.C. e 8 d.C. tinham o dia 30 de fevereiro no seu calendário. Os últimos casos foram na Suécia, em 1712, e na União Soviética, em 1931, devido à mudança para o calendário gregoriano. 
A tradição mágica considera o dia 8 de julho como o dia de São Nunca.  